# 風立ちぬ (小説)
『風立ちぬ』（かぜたちぬ）は、堀辰雄の中編小説。作者本人の実体験をもとに執筆された堀の代表的作品で、名作とも呼ばれている。「序曲」「春」「風立ちぬ」「冬」「死のかげの谷」の5章から成る。
美しい自然に囲まれた高原の風景の中で、重い病に冒されている婚約者に付き添う「私」が、やがて来る愛する者の死を覚悟し、それを見つめながら2人の限られた日々を「生」を強く意識して共に生きる物語。死者の目を通じて、より一層美しく映える景色を背景に、死と生の意味を問いながら、時間を超越した生と幸福感が確立してゆく過程を描いた作品である。

## 発表経過
1936年（昭和11年）、雑誌『改造』12月号（第18巻第12号）に、先ず「風立ちぬ」（のち「序曲」「風立ちぬ」の2章）が掲載された。翌年1937年（昭和12年）、雑誌『文藝春秋』1月号（第15巻第1号）に「冬」、雑誌『新女苑』4月号（第1巻第4号）に「婚約」（のち「春」）が掲載された。翌年1938年（昭和13年）、雑誌『新潮』3月号（第35巻第3号）に終章「死のかげの谷」が掲載されたのち、同年4月10日、以上を纏めた単行本『風立ちぬ』が野田書房より刊行された。現行版は新潮、岩波文庫などから重版され続けている。翻訳版はアメリカ（英題：The Wind Has Risen）、フランス（仏題：Le vent se lève）、中国（華題：風吹了、起風了）、ドイツ（独題：Der Wind erhebt sich）などで刊行されている。

## 作品概要

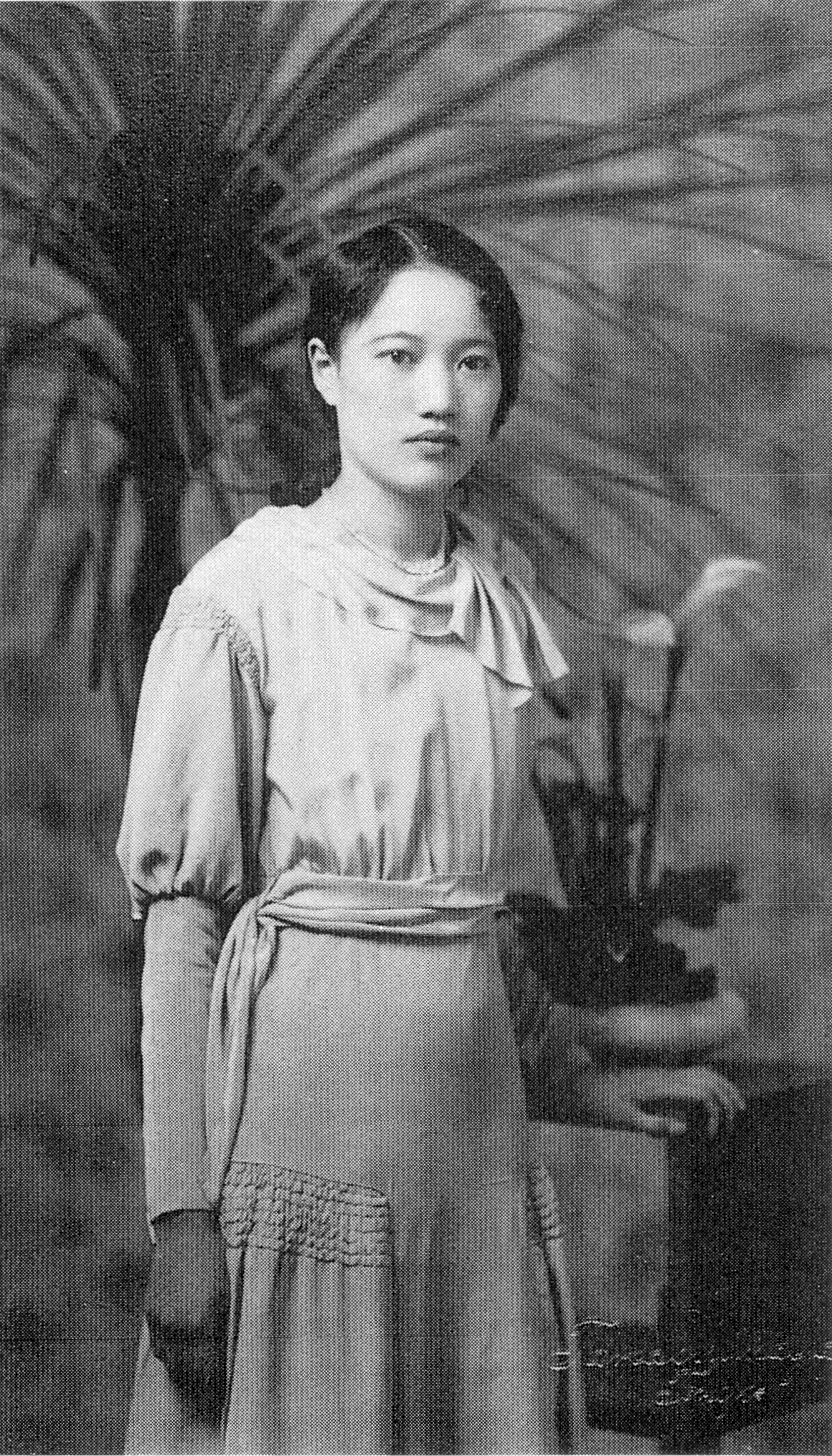
矢野綾子

作中にある「風立ちぬ、いざ生きめやも」という有名な詩句は、作品冒頭に掲げられているポール・ヴァレリーの詩『海辺の墓地』の一節「Le vent se lève, il faut tenter de vivre.」を堀が訳したものである。なお、単行本ではフランス語の原文で掲げられたエピグラフは、初出誌では、「冬」の章の冒頭に、「風立ちぬ、いざ生きめやも。（ヴアレリイ）」と日本語で付されていた。
「風立ちぬ」の「ぬ」は過去・完了の助動詞で、「風が立った」の意である。「いざ生きめやも」の「め・やも」は、未来推量・意志の助動詞の「む」の已然形「め」と、反語の「やも」を繋げた「生きようか、いやそんなことはない」の意であるが、「いざ」は、「さあ」という意の強い語感で「め」に係り、「生きようじゃないか」という意が同時に含まれており（室町時代の文語表現では、「めや」は反語ではなくて強い意志の表明でもあったとされる）、ヴァレリーの詩の直訳である「生きることを試みなければならない」「風が吹く……生きねばならぬ」という意志的なものと、その後に襲ってくる不安な状況を予覚したものが一体となっている。また、過去から吹いてきた風が今ここに到達し起きたという時間的・空間的広がりを表し、生きようとする覚悟と不安がうまれた瞬間をとらえている。
作中の「私」の婚約者・節子のモデルは、堀と1934年（昭和9年）9月に婚約し、1935年（昭和10年）12月に死去した矢野綾子である。
なお、堀は「死のかげの谷」の章を、1937年（昭和12年）12月に軽井沢にある川端康成の山荘に籠って書き上げた。

## あらすじ

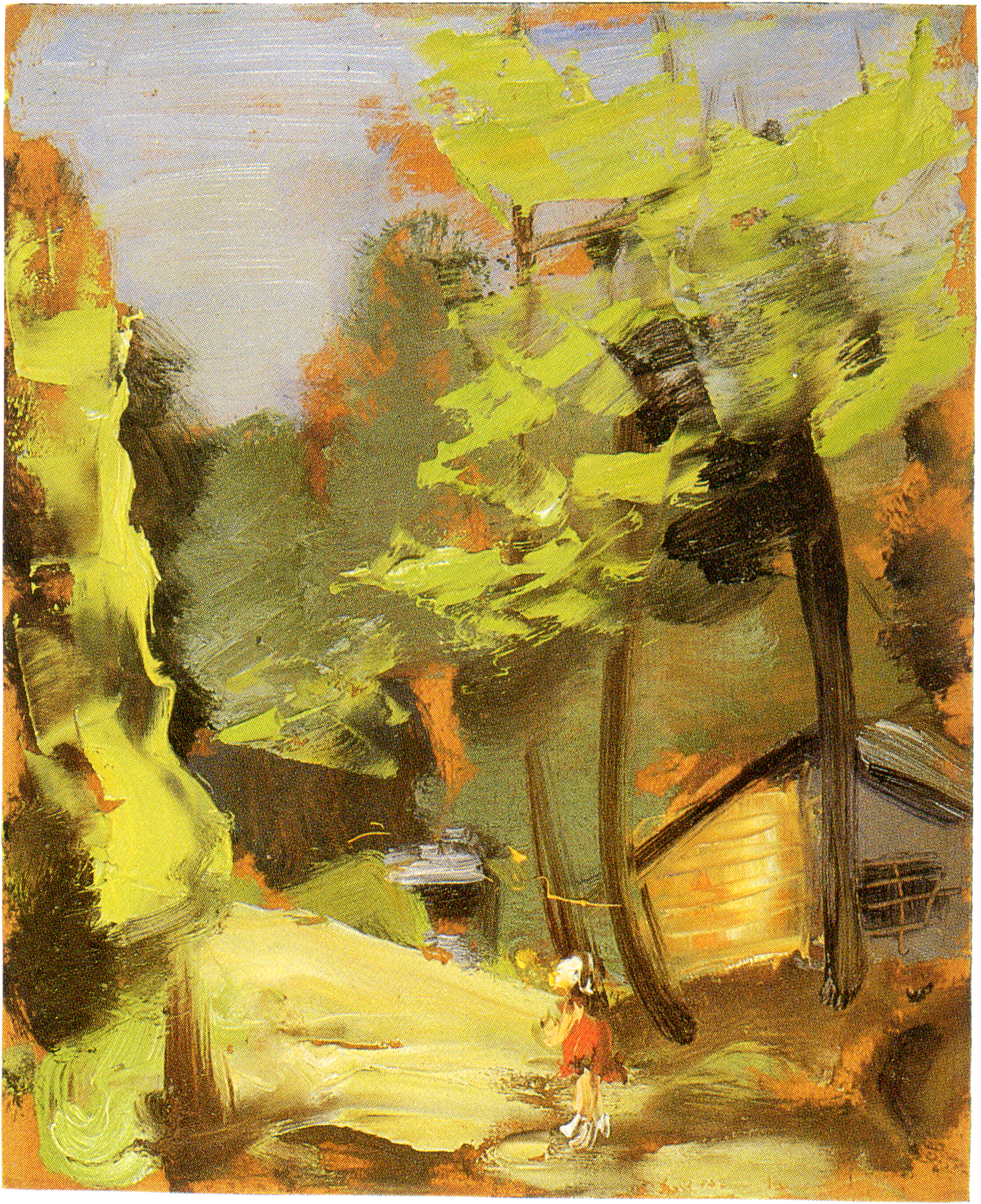
矢野綾子の油彩画

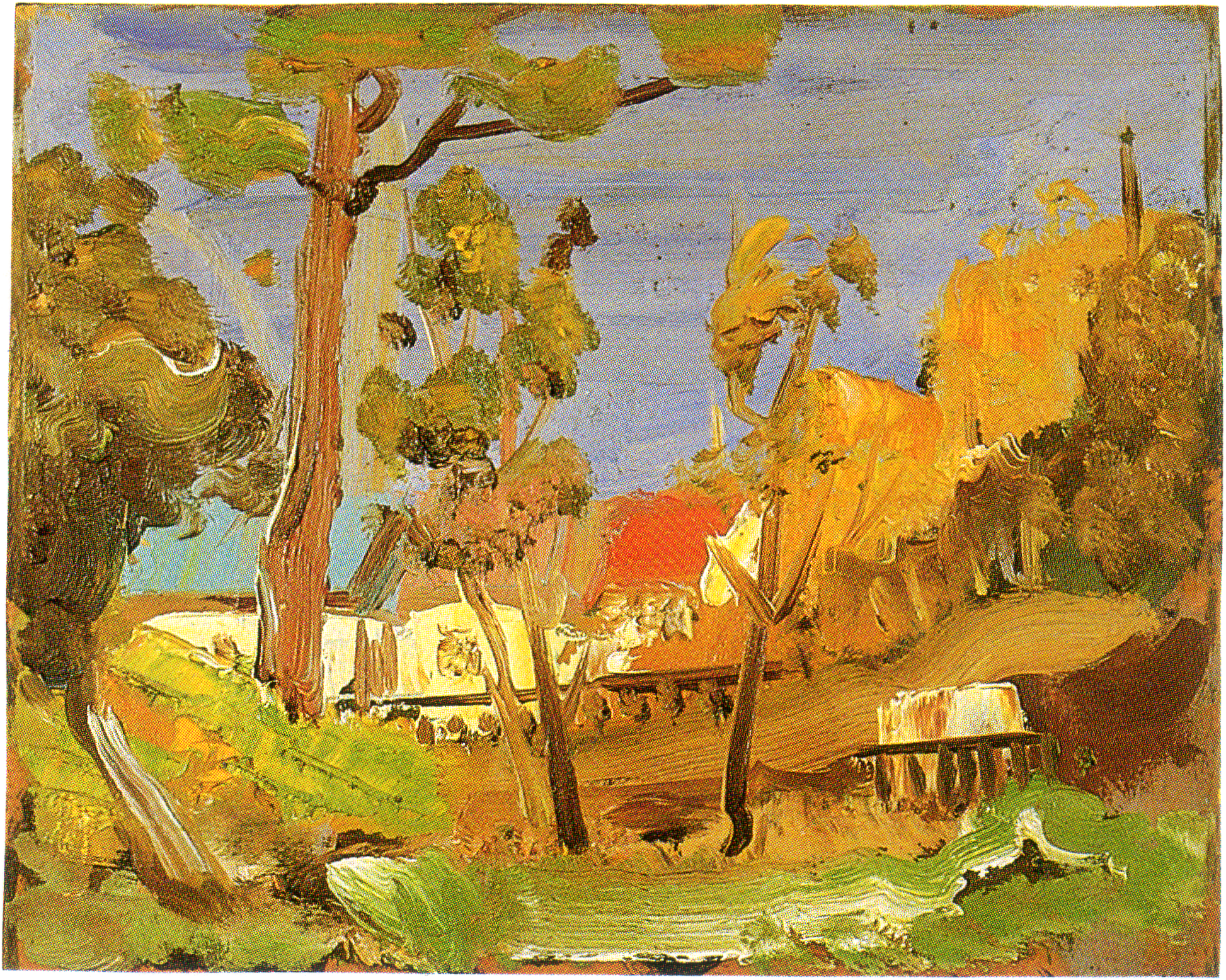
矢野綾子の油彩画

序曲
秋近い夏、出会ったばかりの「私」とお前（節子）は、白樺の木蔭で画架に立てかけているお前の描きかけの絵のそば、2人で休んでいた。そのとき不意に風が立った。「風立ちぬ、いざ生きめやも」。ふと私の口を衝いて出たそんな詩句を、私はお前の肩に手をかけながら、口の裡で繰り返していた。それから2、3日後、お前は迎えに来た父親と帰京した。
春
約2年後の3月、私は婚約したばかりの節子の家を訪ねた。節子の結核は重くなっている。彼女の父親が私に、彼女をF（富士見高原）のサナトリウムへ転地療養する相談をし、その院長と知り合いで同じ病を持つ私が付き添って行くことになった。4月のある日の午後、2人で散歩中、節子は、「私、なんだか急に生きたくなったのね……」と言い、それから小声で「あなたのお蔭で……」と言い足した。私と節子がはじめて出会った夏はもう2年前で、あのころ私がなんということもなしに口ずさんでいた「風立ちぬ、いざ生きめやも」という詩句が再び、私たちに蘇ってきたほどの切なく愉しい日々であった。
上京した院長の診断でサナトリウムでの療養は1、2年間という長い見通しとなった。節子の病状があまりよくないことを私は院長から告げられた。4月下旬、私と節子はF高原への汽車に乗った。
風立ちぬ
節子は2階の病室に入院。私は付添人用の側室に泊まり共同生活をすることになった。院長から節子のレントゲンを見せられ、病院中でも2番目くらいに重症だと言われた。ある夕暮れ、私は病室の窓から素晴らしい景色を見ていて節子に問われた言葉から、風景がこれほど美しく見えるのは、私の目を通して節子の魂が見ているからなのだと、私は悟った。もう明日のない、死んでゆく者の目から眺めた景色だけが本当に美しいと思えるのだった。9月、病院中一番重症の17号室の患者が死に、引き続いて1週間後に、神経衰弱だった患者が裏の林の栗の木で縊死した。17号室の患者の次は節子かと恐怖と不安を感じていた私は、何も順番が決まっているわけでもないと、ほっとしたりした。
節子の父親が見舞いに2泊した後、彼女は無理に元気にふるまった疲れからか病態が重くなり危機があったが、何とか峠が去り回復した。私は節子に彼女のことを小説に書こうと思っていることを告げた。「おれ達がこうしてお互いに与え合っている幸福、…皆がもう行き止まりだと思っているところから始まっているようなこの生の愉しさ、おれ達だけのものを形に置き換えたい」という私に、節子も同意してくれた。
冬
1935年の10月ごろから私は午後、サナトリウムから少し離れたところで物語の構想を考え、夕暮れに節子の病室に戻る生活となった。その物語の夢想はもう結末が決まっているようで恐怖と羞恥に私は襲われた。2人のこのサナトリウムの生活が自分だけの気まぐれや満足のような思いがあり、節子に問うてみたりした。彼女は、「こんなに満足しているのが、あなたにはおわかりにならないの？」と言い、家に帰りたいと思ったこともなく、私との2人の時間に満足していると答えてくれた。感動でいっぱいになった私は節子との貴重な日々を日記に綴った。私の帰りを病院の裏の林で節子は待っていてくれることもあった。やがて冬になり、12月5日、節子は、山肌に父親の幻影を見た。私が、「お前、家へ帰りたいのだろう？」と問うと、気弱そうに、「ええ、なんだか帰りたくなっちゃったわ」と、節子は小さなかすれ声で言った。
死のかげの谷
1936年12月1日、3年ぶりにお前（節子）と出会ったK村（軽井沢町）に私は来た。そして雪が降る山小屋で去年のお前のことを追想する。ある教会へ行った後、前から注文しておいたリルケの「鎮魂曲（レクイエム）」がやっと届いた。私が今こんなふうに生きていられるのも、お前の無償の愛に支えられ助けられているのだと私は気づいた。私はベランダに出て風の音に耳を傾け立ち続けた。風のため枯れきった木の枝と枝が触れ合っている。私の足もとでも風の余りらしいものが、2、3つの落葉を他の落葉の上にさらさら音を立てながら移している。

## 作品評価・解説
堀の代表作で、名作とも言われる『風立ちぬ』で描かれている情景、風景描写の巧さはよく指摘されているが、宮下奈都も、悲劇的な題材に関わらず、「悲愴さ」や「感傷」が薄く、作品全体に明るい透明感がある理由として、「情景描写の素晴らしさが一役を買っている」と解説している。
丸岡明は、作中で堀の中の「心に残る一つの印象」が描かれる際に、その印象が、「常に時を隔てた他の印象を呼び起こしながら表現されている」とし、構成も「時の流れが立体的」に感じられるように工夫されていると解説し、「『風立ちぬ』が私達にもたらした最も大きな驚きは、風のように去ってゆく時の流れを、見事に文字に刻み上げて、人間の実体を、その流れの裡に捉えて示してくれたことである」と評している。
三島由紀夫は「独創的なスタイル（文体）を作つた作家」として、森鷗外、小林秀雄と共に堀を挙げている。その堀の長所である自然描写力については、「（堀）氏自身の志向してゐたフランス近代の心理作家よりも、北欧の、たとへばヤコブセンのやうな作家に近づいてゐる」と述べている。また、昭和文学には、「日本人として日本の風土に跼蹐して生きながら、これを西欧的教養で眺め変へ、西欧的幻想で装飾して、言語芸術のみが良くなしうるこのやうな二重の映像を作品世界として、そのふしぎな知的感覚的体験へ読者を引きずり込む」といった一群の「ハイカラ」な作家があるとし、堀もその1人であると三島は解説している。
三島は、『風立ちぬ』を初めとしたその後の堀の小説の方向性について、堀が『風立ちぬ』で試み、さらに『菜穂子』で「もつと徹底的に試みたこと」は、「小説からアクテュアリティーを完全に排除し、古典主義に近づかうとしたことだつた」と思われるとし、堀がそう決断したことは、堀辰雄という作家として正しく、「日本における古典性（これは西欧的な古典といふ意味とは大いにちがふ）の達成においても正しかつた」と述べている。そしてその理由として、「日本で小説が成立する方向は、文体を犠牲にしてアクテュアリティーを追究するか、アクテュアリティーを犠牲にして文体を追究するかのどちらかに行くほかはないから」だと説明し、「堀氏はその一方向を徹底した点で立派なのである」と考察している。

## おもな刊行本
- 『風立ちぬ』（新潮社 新選純文学叢書、1937年6月）
  - 装幀：鈴木信太郎。
  - 収録作品：「あひびき」「麦藁帽子」「挿話」「馬車を待つ間」「手紙」「夏」「風立ちぬ」「冬」「物語の女」
  - ※「風立ちぬ」と「冬」の章のみが収録。
- 『風立ちぬ』（野田書房、1938年4月10日） 500部限定本
  - 収録作品：「風立ちぬ」（序曲、春、風立ちぬ、冬、死のかげの谷）
- 文庫版『風立ちぬ・美しい村』（新潮文庫、1951年1月25日。改版1987年、2011年、2013年。）
  - カバー装画：松本孝志。解説：丸岡明「『風立ちぬ・美しい村』について」。中村真一郎「堀辰雄 人と作品」。注解（谷田昌平）。著者年譜
  - 収録作品：「美しい村」「風立ちぬ」
  - ※ 2011年改版後は、カバー装画：最上さちこ
- 文庫版『風立ちぬ・美しい村』（岩波文庫、1956年1月9日。改版1981年2月。）
  - 解説：河上徹太郎
- 文庫版『風立ちぬ・美しい村』（角川文庫、1968年）
  - カバー装幀：鈴木成
  - 解説：河上徹太郎、矢内原伊作。丸岡明「堀辰雄―生涯と文学」
  - 柴田翔「軽井沢と死のにおい―堀辰雄の作品をめぐって」。堀多恵子「堀辰雄抄―『風立ちぬ』に思うこと」
  - 収録作品：「美しい村」「麦藁帽子」「旅の絵」「鳥料理」「風立ちぬ」「『美しい村』ノオト」
- 文庫版『風立ちぬ』（集英社文庫、1991年9月20日）
  - 語注：小田切進。解説：池内輝雄「内部へ、そして内部から」。鑑賞：氷室冴子「生きようとする祈り」。年譜：池内輝雄
  - 収録作品：「窓」「麦藁帽子」「風立ちぬ」「曠野」
- 文庫版『風立ちぬ』（ハルキ文庫、2012年4月15日）
  - 装幀：albireo。カバー装画：佐藤紀子。橙色帯。
  - 解説：宮下奈都。著者略年譜

## 映画化
- 『風立ちぬ』（東宝） 1954年封切。
  - 監督：島耕二。脚本：桂一郎、村山俊郎
  - 出演：久我美子、石浜朗、ほか

- 『風立ちぬ』（東宝） 1976年7月31日封切。
  - 監督：若杉光夫。脚本：宮内婦貴子
  - 出演：山口百恵、三浦友和、芦田伸介、ほか
  - 小説とは時代背景を変え、戦争への不安を前面に出した作品となった。

## テレビ放送
ドラマ
- 『風立ちぬ』（NTV） 
  - 1954年（昭和29年）5月11日 火曜 18時35分 - 18時50分
- 『風立ちぬ』（KRテレビ。『サンヨーテレビ劇場』で放送。） 
  - 1958年（昭和33年）11月7日 - 21日 金曜 22時 - 22時45分
  - 脚本：田村幸二
  - 出演：高田敏江、木村功、大森義夫、岩下志麻
- 『風立ちぬ』（フジテレビ。『百万人の劇場』で放送。） 
  - 1960年（昭和35年）5月22日 日曜 22時 - 22時45分
  - 出演：早川保、岩下志麻
- 『風立ちぬ』（TBSテレビ。『髙島屋バラ劇場』で放送。） 
  - 1962年（昭和37年）3月6日 - 4月3日 火曜 22時50分 - 26時20分
  - 出演：三島耕、江畑絢子、結城一郎、泉京子、杉狂児、坂本武

アニメ
- 青春アニメ全集『風立ちぬ』（日本テレビ） 
  - 1986年（昭和61年）5月23日 金曜 19時 - 19時30分
  - 脚本：松田昭三。音楽：坂田晃一。演出：森田浩光。総監督：黒川文男
  - 主題歌：ダ・カーポ「青春は舟」「ため息」（作詞：なかにし礼。作曲：坂田晃一。編曲：島津秀雄。）
  - 声の出演：鶴ひろみ、古川登志夫、嶋俊介、池田勝、藤夏子。語り部：木内みどり
  - ※ 新潮社より「アニメ文学館」（全15巻）の第3巻（谷崎潤一郎『春琴抄』と合わせて）としてビデオ（VHS、DVD）発売。

朗読
- 『乃木坂浪漫』（テレビ東京） 
  - 2012年（平成24年）7月5日
  - 出演：西野七瀬（乃木坂46）

| KRT サンヨーテレビ劇場             | KRT サンヨーテレビ劇場 | KRT サンヨーテレビ劇場 |
| 前番組                             | 番組名                 | 次番組                 |
| ---------------------------------- | ---------------------- | ---------------------- |
| 私は貝になりたい （22:00 - 23:40） | 風立ちぬ（1958年版）   | 消防芸者               |
| フジテレビ 百万人の劇場            |                        |                        |
| 老妓抄                             | 風立ちぬ（1960年版）   | 彼岸花                 |
| TBS 髙島屋バラ劇場                 |                        |                        |
| 三つの愛の物語                     | 風立ちぬ（1962年版）   | 高架線下               |
| 日本テレビ 青春アニメ全集          |                        |                        |
| 野菊の墓                           | 風立ちぬ（1986年版）   | オリンポスの果実       |